# Rouessé-Vassé
Rouessé-Vassé là một xã thuộc tỉnh Sarthe trong vùng Pays-de-la-Loire phía tây bắc nước Pháp. Xã này nằm ở khu vực có độ cao từ 107-302 mét trên mực nước biển.
Sông Vègre bắt nguồn từ xã này.